# Ganesh Himal
Ganesh Himal (Nepalí: गणेश हिमाल) es una cadena montañosa de los Himalayas ubicada principalmente en el centro norte de Nepal, pero algunos picos se encuentran en la frontera con el Tíbet. El valle de Trisuli Gandaki en el este la separa del Langtang Himal; el valle de Budhi (Buri) Gandaki y el valle de Shyar Khola al oeste la separan del Sringi Himal y Mansiri Himal (donde se encuentra el Manaslu, el pico más cercano a los 8000 m). La cadena se encuentra a unos 70 km al norte-noroeste de Katmandú.
El pico más alto en la cadena es el Yangra (Ganesh I), 7,422 m (24,350 pies). Hay otros tres picos de más de 7000 metros más otros catorce de más de 6000 metros.
El nombre de la cadena proviene de la deidad hindú Ganesha, representada generalmente en forma de elefante. De hecho, la cara sur de Pabil (Ganesh IV) se asemeja ligeramente a un elefante, con una cresta que recuerda la trompa de un elefante.
Los nombres de las montañas de la cadena difieren de unas fuentes a otras. La forma menos ambigua de referirse a los diferentes picos sería "Ganesh NW", etc., pero esta no es la práctica común para esta cadena.

## Cumbres más altas
| Montaña                        | Altura (m) | Altura (ft) | Coordenadas                                | Prominencia (m) | Cumbre principal | Primer ascenso |
| ------------------------------ | ---------- | ----------- | ------------------------------------------ | --------------- | ---------------- | -------------- |
| Yangra (Ganesh I/Principal/NE) | 7,422      | 24,350      | 28°23′33″N 85°07′48″E / 28.39250, 85.13000 | 2,352           | Manaslu          | 1955           |
| Ganesh II/NW                   | 7,118      | 23,353      | 28°22′45″N 85°03′24″E / 28.37917, 85.05667 | 1,198           | Yangra           | 1981           |
| Salasungo (Ganesh III/SE)      | 7,043      | 23,107      | 28°20′06″N 85°07′18″E / 28.33500, 85.12167 | 641             | Ganesh IV        | 1979           |
| Pabil (Ganesh IV/SW)           | 7,104      | 23,307      | 28°20′45″N 85°04′48″E / 28.34583, 85.08000 | 927             | Ganesh II        | 1978           |

## Galería

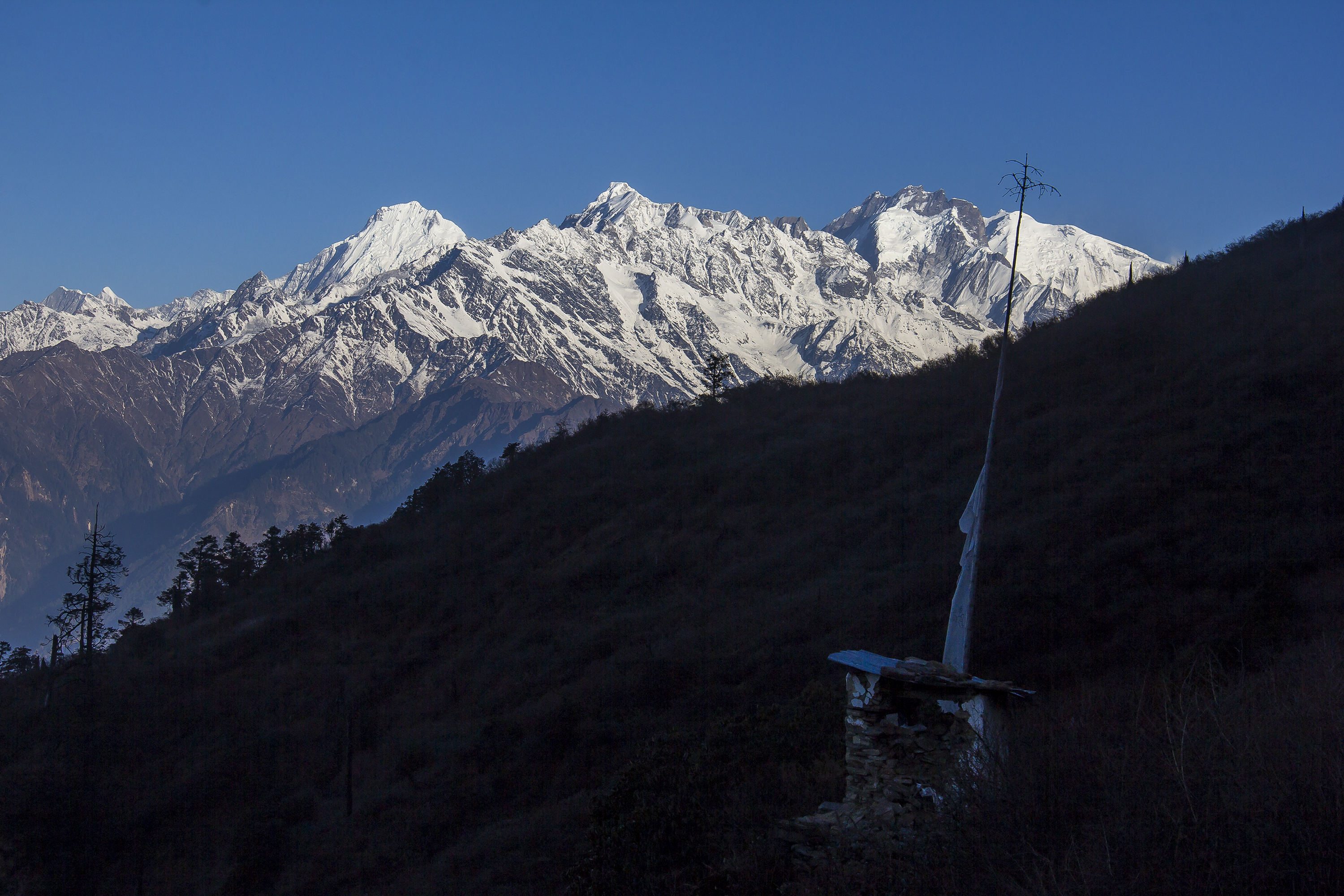
Ganesh, La cordillera vista desde Chandanbari, Rasuwa
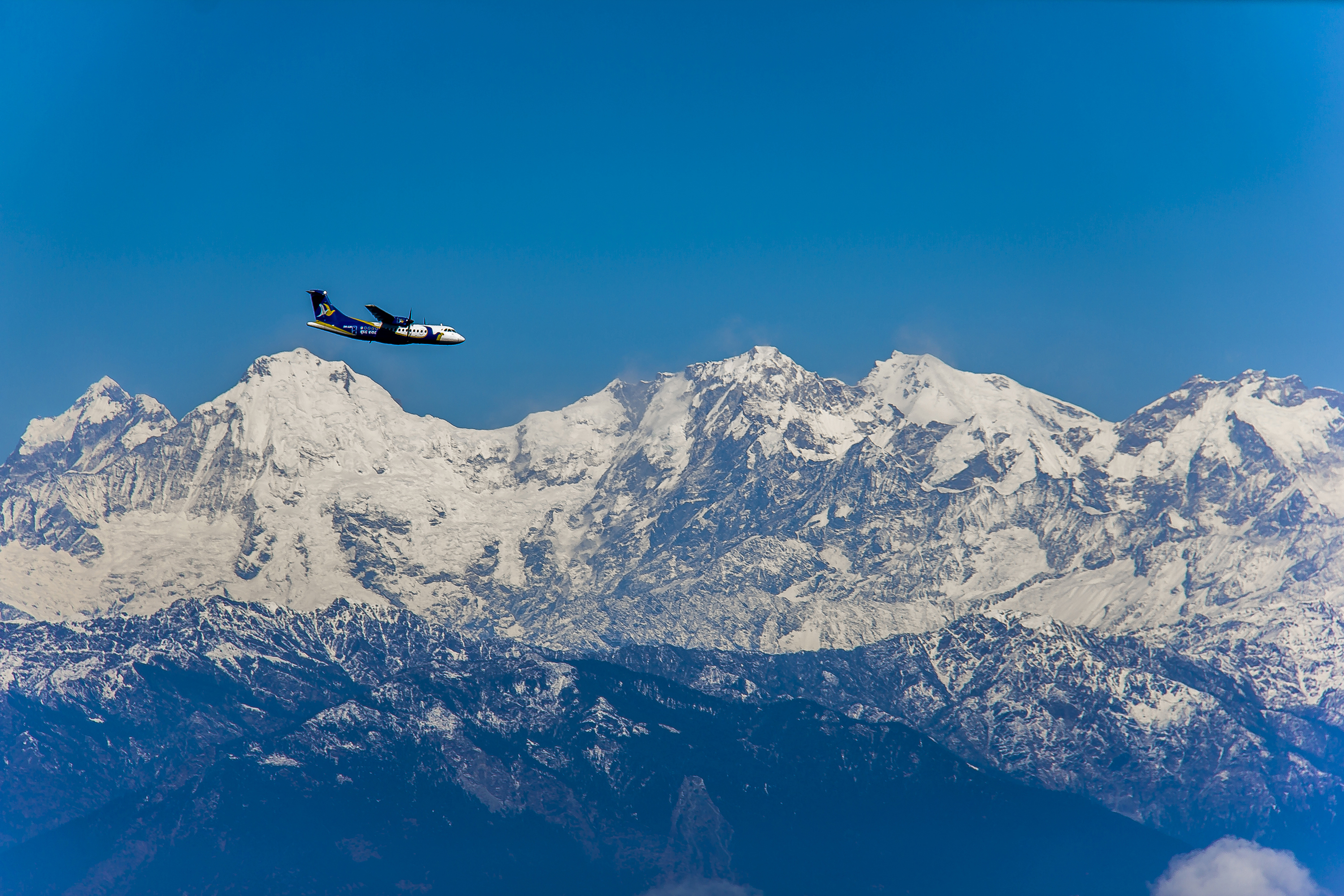
Ganesh, La cordillera vista desde Chandragiri
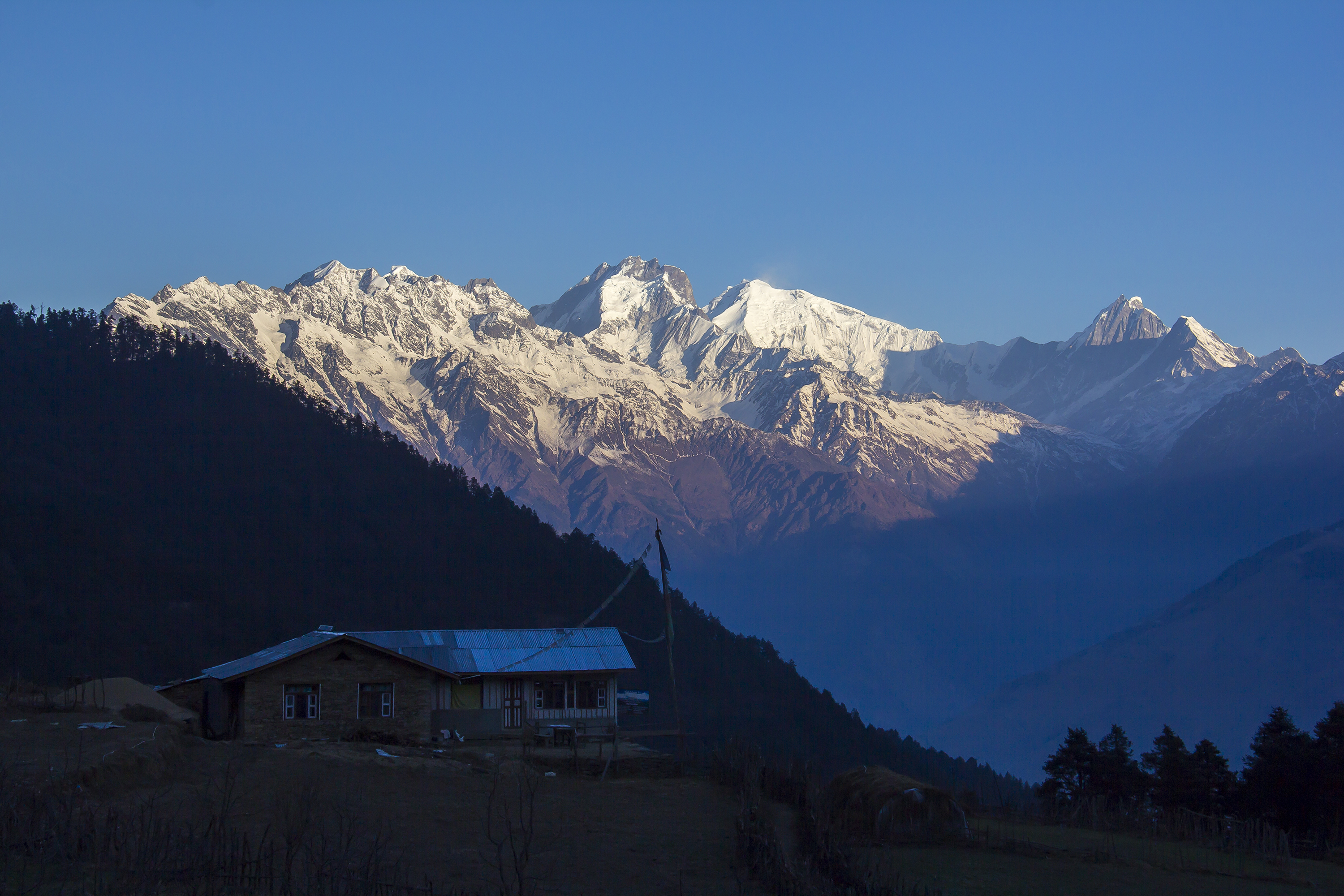
Ganesh, La cordillera vista desde Mu-Kharka, Rasuwa